# Challenger de Todi 2013
El Internazionali di Tennis dell'Umbria 2013 fue un torneo de tenis profesional que se jugó en canchas de arcilla. Se trató de la sépptima edición del torneo que forma parte del ATP Challenger Tour 2013 . Tuvo lugar en Todi, Italia entre el 1 y el 7 de julio de 2013.

## Jugadores participantes del cuadro de individuales

### Cabezas de serie
| País                  | Jugador          | Rank1 | Favorito |
| Bandera de España     | Albert Ramos     | 62    | 1        |
| Bandera de Italia     | Paolo Lorenzi    | 73    | 2        |
| Bandera de Colombia   | Santiago Giraldo | 91    | 3        |
| Bandera de Argentina  | Martín Alund     | 101   | 4        |
| Bandera de Portugal   | João Sousa       | 106   | 5        |
| Bandera de Eslovaquia | Andrej Martin    | 149   | 6        |
| Bandera de Argentina  | Renzo Olivo      | 195   | 7        |
| Bandera de Italia     | Gianluca Naso    | 207   | 8        |
| --------------------- | ---------------- | ----- | -------- |

- 1 Se ha tomado en cuenta el ranking del día 24 de junio de 2013.

### Otros participantes
Los siguientes jugadores recibieron una invitación (wild card), por lo tanto ingresan directamente al cuadro principal:
- Andrea Arnaboldi
- Marco Cecchinato
- Thomas Fabbiano
- Albert Ramos

Los siguientes jugadores ingresan al cuadro principal tras disputar el cuadro clasificatorio:
- Richard Becker
- Alberto Brizzi
- Mate Delić
- Adelchi Virgili

## Campeones

### Individual Masculino
- Pere Riba derrotó en la final a  Santiago Giraldo 7–6(5), 2–6, 7–6(6)

### Dobles Masculino
- Santiago Giraldo /  Cristian Rodríguez def.  Andrea Arnaboldi /  Gianluca Naso 4–6, 7–6(2), [10–3]